# NGC 145

NGC 145

NGC 145 هي مجرة تتبع كوكبة قيطس. اكتشفها جون هيرشل في 9 أكتوبر 1828.

## روابط خارجية
- NGC 145 على موقع ويكي سكاي: DSS2, SDSS, GALEX, IRAS, Hydrogen α, X-Ray, Astrophoto, Sky Map, Articles and images